# Singoli più venduti in Corea del Sud
Questa è la lista dei singoli più venduti in Corea del Sud. Tutti i singoli elencati hanno venduto ufficialmente almeno tre milioni di copie. Tutti i dati relativi alle vendite sono compilati dalla Korea Music Content Association (KMCIA) per la Gaon Music Chart a partire dal 2010.

## Singoli più venduti
| Singolo                        | Artista                                           | Anno | Vendite (in milioni) |
| ------------------------------ | ------------------------------------------------- | ---- | -------------------- |
| Cherry Blossom Ending          | Busker Busker                                     | 2012 | 7.5                  |
| You and I                      | IU                                                | 2011 | 6.07                 |
| Moves like Jagger              | Maroon 5 ft. Christina Aguilera                   | 2011 | 5.58                 |
| Wild Flower                    | Park Hyo Shin                                     | 2014 | 5.0                  |
| Through the Night              | IU                                                | 2017 | 5.0                  |
| Good Day                       | IU                                                | 2010 | 4.78                 |
| Trouble Maker                  | Trouble Maker                                     | 2011 | 4.43                 |
| Roly-Poly                      | T-ara                                             | 2011 | 4.37                 |
| Party Rock Anthem              | LMFAO featuring Lauren Bennett and GoonRock       | 2011 | 4.2                  |
| I Miss You                     | Noel                                              | 2011 | 4.16                 |
| Memory of the Wind             | Naul                                              | 2012 | 4.15                 |
| Nagging                        | IU and Lim Seulong                                | 2010 | 4.13                 |
| Gangnam Style                  | Psy                                               | 2012 | 4.04                 |
| I Can't                        | 4Men ft. Mii                                      | 2010 | 4.02                 |
| Fantastic Baby                 | Big Bang                                          | 2012 | 4.0                  |
| So Cool                        | Sistar                                            | 2011 | 3.94                 |
| Don't Say Goodbye              | Davichi                                           | 2011 | 3.93                 |
| Be My Baby                     | Wonder Girls                                      | 2011 | 3.92                 |
| The Western Sky                | Ulala Session                                     | 2011 | 3.91                 |
| Lovey-Dovey                    | T-ara                                             | 2012 | 3.76                 |
| Cry Cry                        | T-ara                                             | 2011 | 3.76                 |
| Hello                          | Huh Gak                                           | 2011 | 3.73                 |
| Yeosu Night Sea                | Busker Busker                                     | 2012 | 3.72                 |
| Having an Affair               | Park Myung-soo e G-Dragon ft. Park Bom            | 2011 | 3.64                 |
| All for You                    | Seo In-guk e Jung Eun-ji                          | 2012 | 3.63                 |
| The Boys                       | Girls' Generation                                 | 2011 | 3.62                 |
| Rolling in the Deep            | Adele                                             | 2011 | 3.61                 |
| Good Bye Baby                  | Miss A                                            | 2011 | 3.6                  |
| Blue                           | Big Bang                                          | 2012 | 3.56                 |
| I Turned Off the TV...         | Leessang featuring Yoon Mi-rae and Kwon Jung-yeol | 2011 | 3.53                 |
| I Am the Best                  | 2NE1                                              | 2011 | 3.47                 |
| Loving U                       | Sistar                                            | 2012 | 3.4                  |
| Alone                          | Sistar                                            | 2012 | 3.37                 |
| Can't Let You Go Even If I Die | 2AM                                               | 2010 | 3.35                 |
| Dream Girl                     | Busker Busker                                     | 2011 | 3.35                 |
| Bad Girl Good Girl             | Miss A                                            | 2010 | 3.33                 |
| Oh!                            | Girls' Generation                                 | 2010 | 3.32                 |
| Heaven                         | Ailee                                             | 2012 | 3.26                 |
| Every End of the Day           | IU                                                | 2012 | 3.24                 |
| Ugly                           | 2NE1                                              | 2011 | 3.24                 |
| On Rainy Days                  | Beast                                             | 2011 | 3.23                 |
| Payphone                       | Maroon 5 featuring Wiz Khalifa                    | 2012 | 3.15                 |
| Fiction                        | Beast                                             | 2011 | 3.14                 |
| If You Really Love Me          | Busker Busker                                     | 2012 | 3.13                 |
| Friday                         | IU                                                | 2013 | 3.13                 |
| Apgujeong Nallari              | Yoo Jae-suk e Lee Juck                            | 2011 | 3.08                 |
| Hot Summer                     | f(x)                                              | 2011 | 3.05                 |
| I Go Crazy Because of You      | T-ara                                             | 2010 | 3.04                 |
| Lonely                         | 2NE1                                              | 2011 | 3.04                 |
| Back in Time                   | Lyn                                               | 2012 | 3.04                 |
| Starlight Moonlight            | Secret                                            | 2011 | 3.02                 |